# Maladie (film, 1978)
Pour plus de détails, voir Fiche technique et Distribution.
Maladie est un film français réalisé par Paul Vecchiali en 1978.

## Synopsis
Dix-huit ans après la mort de son père d'un cancer, un homme découvre le journal de sa maladie. 

## Fiche technique
- Titre : Maladie
- Réalisation, scénario, dialogues : Paul Vecchiali
- Image : Georges Strouvé
- Musique : Roland Vincent
- Son : Jean-François Chevalier
- Genre : documentaire
- Durée : 11 minutes
- Langue : français
- Production : Diagonale

## Distribution
- Paul Vecchiali : narrateur